# Polo & Pan
Polo & Pan — французький гурт у жанрі електронної музики. Заснований у 2014 році.

## Історія
Група складається з electro DJ-дуету, що складається з «Polocorp» (Paul Armand-Delille) та «Peter Pan» (Alexandre Grynszpan), обидва яких мали сольну кар'єру в Парижі, особливо на Барон, де вони зустрілися в 2012 році. Вони починають міксувати пісні разом, перш ніж почали разом писати та опублікували їх у 2012 році, в перший мініальбом, Rivolta, згодом швидко пішов другий, Dorothy (Hamburger  Records / Ekler'o shock). 
У 2016 році їхній мініальбом Canopée (та й однойменний сингл з голосом d’Armand Penicaut та Victoria Lafaurie) увінчався успіхом. Він все ще випускається Raphaël Hamburger (Hamburger Records) і Matthieu Gazier (Ekler'O shock). 
Серед виконавців, які на них вплинули, вони називають Моріс Равель, Джорджо Мородер, Air, Владимир Косма, Jacques, Flavien Berger, l'Impératrice, ou encore Pilooski, LCD Soundsystem.
19 травня 2017 року дует випустив свій перший альбом Caravelle, в якому був випущений сингл «Cœur Croisé», в супроводі кліпу. Альбом мав гарний успіх, з чим гурт вітав, між іншим, Julien Baldacchino de France Inter, les Inrocks або ще Modernists.

## Дискографія

### Альбоми
1. Abysse - 2:41
2. Aqualand - 4:17
3. Canopée - 4:36
4. Cœur Croisé - 3:22
5. Zoom Zoom - 3:29
6. Nanã - 3:10
7. Kirghiz - 5:06
8. Dorothy - 5:16
9. Plage Isolée (Soleil Levant) - 3:51
10. Mexicali - 6:13
11. Chasseur D'Ivoire - 5:10
12. Pays Imaginaire - 4:49}}